# Sebastiaan Van Doninck

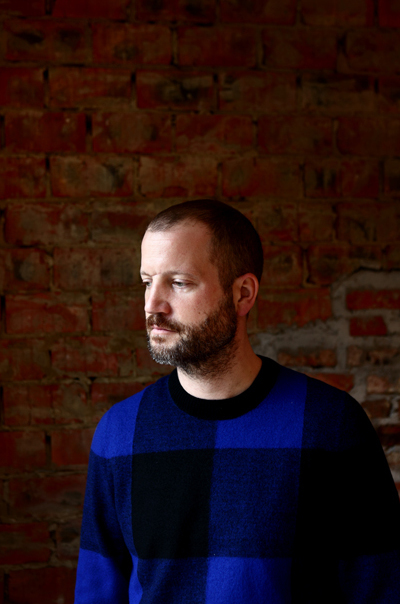
Sebastiaan Van Doninck (2020)

Sebastiaan Van Doninck (Herentals, 5 juli 1979) is een Belgische illustrator/tekenaar & schilder.

## Leven
Van Doninck groeide op in een pleeggezin in Gierle, op de boerderij van zijn ouders. Hij volgde kunstsecundair onderwijs aan het Sint-Lucasinstituut in Antwerpen. Daarna ging hij illustratie aan de Karel de Grote Hogeschool in Antwerpen studeren. In 2002 studeerde hij met grote onderscheiding af met een Master-project waarvoor hij Oscar Wildes verhaal De zelfzuchtige reus tot een nostalgische, woordeloze graphic novel bewerkte. Sinds 2007 doceert hij ook aan Sint Lucas college of Art & Design, Antwerpen.

## Werk
Na een kort intermezzo aan het Kask in Gent (animatiefilm) begon hij al gauw te werken als freelance illustrator voor magazines. O.a. Knack weekend, Humo, De standaard, De Morgen en de Süddeutsche Zeitung magazine deden aanspraak op hem. Simultaan werkte hij steeds als autonoom tekenaar/schilder in zijn eigen studio om te herbronnen en nieuwe manieren van werken te onderzoeken. Zijn beelden voor H.K Gruber's Frankenstein werden geprojecteerd in de Walt Disney concert hall in L.A., USA in 2012.
De eerste prentenboeken die Van Doninck illustreerde, verschenen in 2003: Oink! van Geert de Kockere en Het woei van Edward van de Vendel.
Hij tekent vaak antropomorfe dierenpersonages omdat hij vrij en beweeglijk met hen kan omgaan en omdat hij graag menselijke eigenschappen op hen projecteert. Zijn menselijke figuren hebben dan weer vaak iets grimmig en grotesks. Zijn werk wordt vaak beschreven als ogenschijnlijk vrolijk en kleurrijk, met een donkere ondertoon. Poëzie, nostalgie en humor zijn essentiële ingrediënten in zijn werk. Schetsboeken zijn onmisbare tools op zijn reizen en hij omschrijft dit zelf als 'de ultieme luxe'.
Van Doninck werkt grotendeels met gewassen inkt en aquarel op papier. Via experiment, mixed media en autonoom werk vernieuwt hij zijn werk voortdurend. Zijn inspiratie haalt hij onder meer uit hedendaagse kunst, speelgoed en volksverhalen. Bijzondere atypische sferen en vrije vormen in de natuur en menselijke wereld spreken tot zijn verbeelding.
Hij richt zich in zijn prentenboeken steeds op zowel kinderen als volwassenen.
Van Doninck maakt ook internationaal naam. Hij krijgt in 2008 als een van de twaalf Europese illustratoren een artikel, portfolio en interview in het vooraanstaande grafisch magazine Print uit New York, illustreert in 2009 een dubbele pagina in het Engelse kunstmagazine Nobrow en werkte aan een prentenboek voor de Amerikaanse uitgeverij Random House. Hij krijgt opdrachten uit Argentinië, Amerika, Canada, Tsjechië, Frankrijk… Zijn boeken zijn vertaald in 15 verschillende talen, onder meer het Taiwanees, Japans, Russisch, Engels (Tate Publishing), Pools, Frans, Duits en Koreaans.

## Bekroningen
- 2004: Vlag en Wimpel (Penseeljury) voor Het Woei
- 2005: Boekenpluim voor Lied voor een girafje
- 2009: Vlag en Wimpel (Penseeljury) voor Mijn eerste dierengroeiboek: kriebeldieren
- 2015: Picturale-prijs voor de illustraties in Kat: met hoofdletter K van auteur Siska Goeminne uit 2014[1][2]
- 2020: Boekenpauw en Sardes-Leespluim voor de illustraties in De fantastische vliegwedstrijd van auteur Tjibbe Veldkamp
- 2021: Nominatie Woutertje Pieterse Prijs voor De fantastische vliegwedstrijd, samen met de auteur Tjibbe Veldkamp.
- 2021: Vlag en Wimpel (Penseeljury CPNB) voor 'Helden'
- 2023 Publieksprijs van De Boon voor Kinder- en Jeugdliteratuur 2023 voor Morris Samen met auteur Bart Moeyaert.
- 2024 Publieksprijs van De Boon voor Kinder- en Jeugdliteratuur 2024 voor Kijk dan toch! Samen met auteur Bart Moeyaert.

## Exposities
- 2006: Palazzo d'Accursio, Bologna: Group exposition ‘Coloring outside the lines’.
- 2008: Sint Lucas Passage: solo exposition, curated by Nikolaas Demoen (Posture editions).
- 2009: Print Gallery, Antwerp: Solo exposition.
- 2011: Sint Lucas Passage: Group exposition on Sketchbooks. Amongst artists Hannelore Van Dijck, Rinus Vande velde, Jan Stremes… Curated by Nikolaas Demoen (Posture editions).
- 2012: Solo Exposition: CC Schoten.
- 2013: Biblioteca Nazionale Centrale di Roma, Group exposition and poster image, ‘Cinderella’.
- 2013: The New York Times building, group exposition at Flanders House: ‘Flanders inspires, Flanders intrigues’, curated by Pieter Van Eenoge.
- 2015: Hoste Art residence: Group exposition, Brugge.
- 2015. Museum M: Mural and exposition ‘Magnus’.
- 2016: Museum M: ‘de geluksvogels’, Guided tour and exposition in the museum.
- 2016: Fort Napoleon, Oostende. Exposition ‘de geluksvogels’.
- 2016: Kunsthal Rotterdam: part of the exposition on ‘Jules Verne’, curated by BoekieBoekie.
- 2017: Solo exposition ‘de archipel van Sebastiaan’ at CC ‘de ververij’, curated by Murmuur Ronse.
- 2019: Solo Exposition ‘Dit is mijn vriend’, Central library Genk.
- 2020: Rijksmuseum Amsterdam: part of the exposition ‘Van Thonet tot Dutch Design - 125 jaar wonen in het Stedelijk’.
- 2020: Animation and sketchbooks exhibited at ‘Diep in het bos’ for Villa Verbeelding, Hasselt.
- 2020: Feniksstraat, Kinderbrouwerij Poperinge, Group exposition amongst artists Carll Cneut and Kamagurka.
- 2021: Showroom, Sint Lucas Antwerpen: ‘This is where the magic happens’, Group exposition Sketchbooks.
- 2021: Solo Show 'A cosmonaut, hiding under the sink' @Geert de Weyer Gallery,  Antwerp.
- 2022: Solo Show 'Les Traqueurs' @ Louise Gallery, Durbuy

## Boeken
- 2003: Oink!, met Geert De Kockere, De Eenhoorn.
- 2003: Het woei, met Edward van de Vendel, De Eenhoorn.
- 2004: Lied voor een girafje, met Edward van de Vendel, De Eenhoorn.
- 2006: Hagedissie het bijzonderwonder, met Edward van de Vendel, De Eenhoorn.
- 2006: Uil plus Leeuwerik, met Ianka Fleerackers, De Eenhoorn.
- 2007: Zwaan, met Ianka Fleerackers, De Eenhoorn.
- 2007: Mijn eerste dierengroeiboek, ik lees het zelf, Kriebeldieren. Met Ludwien Veranneman, Davidsfonds/Infodok.
- 2008: Metromonsters, met Pieter Van Oudheusden, De Eenhoorn.
- 2008: Kwilniet, met Paul de Moor, Lannoo.
- 2009: Welterusten Iedereen, Edward van de Vendel, De Eenhoorn.
- 2010: Groot van Liefde, Ianka Fleerackers, De Eenhoorn.
- 2011: Frankenstein, Pieter Embrechts, Lannoo.
- 2012: Billy the Kid & de Sheriff, Siska Goeminne, Lannoo.
- 2013: Magnus kan niet slapen, Kim Crabeels, Lannoo.
- 2013: Het Rarebeestencarnaval, Siska Goeminne, Lannoo.
- 2014: Magnus en de Kakado, Kim Crabeels, Lannoo.
- 2014: Kat, met hoofdletter K, Siska Goeminne, Lannoo.
- 2014: Geluk voor kinderen, Leo Bormans, Lannoo.
- 2014: Magnus is ziek, Kim Crabeels, Lannoo.
- 2015: Magnus en zijn superkat, Kim Crabeels, Lannoo.
- 2015: Wit konijn in Wonderland, Siska Goeminne, Lannoo.
- 2016: Geluk voor kinderen 2/vriendschap, Leo Bormans, Lannoo.
- 2017: Mijn Steen, Elvis Peeters, Lannoo.
- 2017: Het meisje met de botjes, auteur en illustrator, Lannoo.
- 2018: Het hele soepzootje, Floor Bal, Gottmer.
- 2018: De meest eenzame walvis ter wereld, Kim Crabeels, Lannoo.
- 2018: Geluk voor kinderen, Feest, Leo Bormans, Lannoo.
- 2019: Do het draakje, Marjet Huiberts, Lannoo.
- 2020: De fantastische vliegwedstrijd, met Tjibbe Veldkamp, Querido.
- 2020: Helden, de mooiste Griekse mythen herverteld, met Daan Remmerts de Vries, Lannoo.

- Digitale Bibliotheek voor de Nederlandse Letteren: doni021
- Gemeinsame Normdatei: 1057898716
- International Standard Name Identifier: 0000 0003 7842 5626
- Library of Congress Control Number: no2013130945
- Nationale Bibliotheek van Letland: 000317749
- Nationale Bibliotheek van Tsjechië: pag2018984424
- Nederlandse Thesaurus van Auteursnamen: 258322101
- Système universitaire de documentation: 18573667X
- Virtual International Authority File: 256357724
- WorldCat: E39PBJy48drttY3jf6jQMGtYfq